# Степанова, Светлана Степановна
Светлана Степановна Степанова — российский искусствовед, главный научный сотрудник отдела живописи XVIII — первой половины XX века Государственной Третьяковской галереи, профессор кафедры всеобщей истории искусства Российской академии живописи, ваяния и зодчества, автор книг по истории русского и советского искусства, доктор искусствоведения (2009).

## Биография
В 1997 году Светлана Степанова защитила кандидатскую диссертацию по теме «Художественная среда Москвы второй трети XIX века» и получила учёную степень кандидата искусствоведения. Место защиты — исторический факультет Московского государственного университета имени М. В. Ломоносова, научный руководитель — Михаил Алленов. 
В 2009 году Светлана Степанова защитила докторскую диссертацию по теме «Русская живопись второй трети девятнадцатого века. Личность и художественный процесс» и получила учёную степень доктора искусствоведения. Место защиты — Научно-исследовательский институт теории и истории изобразительных искусств Российской академии художеств.
Светлана Степанова написала ряд монографий и статей, посвящённых истории русского искусства XIX—XX веков, а также творчеству художников Александра Иванова, Василия Тропинина, Алексея Венецианова, Павла Федотова, Карла Брюллова, Ивана Шишкина, Виктора Васнецова, Кузьмы Петрова-Водкина и других. Отдельные публикации Степановой посвящены известным полотнам русских живописцев XIX века — «Явление Христа народу» Александра Иванова и «Сватовство майора» Павла Федотова. 
Светлана Степанова работает главным научным сотрудником отдела живописи XVIII — первой половины XX века Государственной Третьяковской галереи, а также профессором кафедры всеобщей истории искусства Российской академии живописи, ваяния и зодчества. Она принимала участие в организации ряда художественных выставок — в частности, была куратором выставочных проектов «Святая земля в русском искусстве» (2001—2002), «Магия тела» (2014), «Павел Федотов. Театр жизни» (2015) и «Алексей Венецианов. Пространство, свет и тишина» (2021—2022). Степанова неоднократно участвовала в передачах радиостанции «Эхо Москвы» из серии «Собрание Третьяковки». Является членом редакционных коллегий журналов «Вестник славянских культур» и «Secreta Artis».

## Сочинения С. С. Степановой
- Шишкин. — М., Изобразительное искусство, 1996, ISBN 5-85200-030-2 (автор вступительной статьи и составитель)
- Московское училище живописи и ваяния: годы становления. — СПб., Искусство—СПБ, 2005, ISBN 5-210-01588-2
- Александр Иванов. — М., Арт-Родник, 2005, ISBN 5-9561-0114-8
- Василий Тропинин. — М., Изобразительное искусство, 2005, ISBN 5-85200-240-2
- Кузьма Петров-Водкин. — М., Арт-Родник, 2006, ISBN 978-5-9561-0173-5
- Виктор Васнецов. — М., Арт-Родник, 2008, ISBN 978-5-9794-0110-2
- Русская живопись эпохи Карла Брюллова и Александра Иванова: личность и художественный процесс. — СПб., Искусство—СПБ, 2011, ISBN 978-5-210-01638-6
- Александр Иванов. Явление Христа народу. — М., Государственная Третьяковская галерея, 2014, ISBN 978-5-89580-046-1
- Павел Федотов. Сватовство майора. — М., Государственная Третьяковская галерея, 2014, ISBN 978-5-89580-138-3
- Павел Федотов. — М., Государственная Третьяковская галерея, 2015, ISBN 978-5-89580-072-0 ((серия «Художник в Третьяковской галерее»)
- Рим. Русская мастерская. 1830—1850-е годы. — М., БуксМАрт, 2017, ISBN 978-5-906190-65-9 (совместно с А. А. Погодиной)
- Алексей Венецианов. — М., Государственная Третьяковская галерея, 2021, ISBN  978-5-89580-300-4 (автор обзорной статьи и аннотаций)
- Романтичный классицист Пётр Басин. Письма из Италии. 1819-1830. — М., БуксМАрт, 2022, ISBN 978-5-907267-90-9
- Свято-Никольский Морской собор в Кронштадте. —  М., ВИФАНИЯ, 2024, ISBN 978-5-94431-630-1
- Пётр Басин. — М., Государственная Третьяковская галерея, 2024. ISBN 978-5-89580-442-1  (серия «Художник в Третьяковской галерее»)